# Chen (Staat)
Chen (chinesisch 陳) war ein kleiner Staat in der Westlichen Zhou-Dynastie und zur Zeit der Frühlings- und Herbstannalen in China. Sein Territorium bestand aus der Umgebung einer Stadt in der Nähe des heutigen Huaiyang (Provinz Henan). Damals bildete Chen die Grenze zum Staat Chu.
Die Herrscherfamilie von Chen behauptete, vom Kaiser Shun abzustammen. König Wu soll nach der Unterwerfung der Shang-Dynastie um 1046 v. Chr. dem Töpfer Gui Man (媯滿) das Lehen Chen verliehen haben, der ein Nachkomme des Kaisers Shun gewesen sein soll.
Später wurde Chen ein Satellitenstaat von Chu und kämpfte als sein Verbündeter in der Schlacht von Chengpu. Im Jahr 479 v. Chr. wurde Chen schließlich von Chu annektiert. Nach der Zerstörung der Chu-Hauptstadt Ying wurde Chen eine Zeit lang die Hauptstadt von Chu.

## Liste der Herzöge von Chen
| Familienname                                                    | Tempelname        | Regierungsjahre        |
| --------------------------------------------------------------- | ----------------- | ---------------------- |
| 陳胡公Chén Hú Gōng                                              | 媯滿 Guī Mǎn      |                        |
| 陳申公Chén Shēn Gōng                                            | 媯犀侯Guī Xīhóu   |                        |
| 陳相公Chén Xiāng Gōng*                                          | 媯皋羊Guī Gāoyáng |                        |
| 陳孝公Chén Xiào Gōng                                            | 媯突 Guī Tū       |                        |
| 陳慎公Chén Shèn Gōng                                            | 媯圉戎Guī Yǔróng  |                        |
| 陳幽公Chén Yōu Gōng                                             | 媯寧 Guī Nìng     | regierte 23 Jahre      |
| 陳釐公Chén Lí Gōng                                              | 媯孝 Guī Xiào     | regierte 36 Jahre      |
| 陳武公Chén Wǔ Gōng                                              | 媯靈 Guī Líng     | regierte 15 Jahre      |
| 陳夷公Chén Yí Gōng                                              | 媯說 Guī Shuō     | regierte 3 Jahre       |
| 陳平公Chén Píng Gōng*                                           | 媯燮 Guī Xiè      | regierte 23 Jahre      |
| 陳文公Chén Wén Gōng                                             | 媯圉 Guī Yǔ       | 754–745 v. Chr.        |
| 陳桓公Chén Huán Gōng                                            | 媯鮑 Guī Bào      | 744–707 v. Chr.        |
| 陳厲公Chén Lì Gōng*                                             | 媯佗 Guī Tuó      | 706–700 v. Chr.        |
| 陳利公Chén Lì Gōng                                              | 媯躍 Guī Yuè      | 700 v. Chr. (5 Monate) |
| 陳莊公Chén Zhuāng Gōng*                                         | 媯林 Guī Lín      | 699–693 v. Chr.        |
| 陳宣公Chén Xuān Gōng*                                           | 媯杵臼Guī Chǔjiù  | 692–648 v. Chr.        |
| 陳穆公Chén Mù Gōng                                              | 媯款 Guī Kuǎn     | 647–632 v. Chr.        |
| 陳共公Chén Gòng Gōng                                            | 媯朔 Guī Shuò     | 631–614 v. Chr.        |
| 陳靈公Chén Líng Gōng                                            | 媯平國Guī Píngguó | 613–599 v. Chr.        |
| 陳成公Chén Chéng Gōng                                           | 媯午 Guī Wǔ       | 598–569 v. Chr.        |
| 陳哀公Chén Aī Gōng                                              | 媯弱 Guī Ruò      | 568–534 v. Chr.        |
| 陳惠公Chén Huì Gōng                                             | 媯吳 Guī Wú       | 533–506 v. Chr.        |
| 陳懷公Chén Huái Gōng                                            | 媯柳 Guī Liǔ      | 505–502 v. Chr.        |
| 陳湣公Chén Mǐn Gōng                                             | 媯越 Guī Yuè      | 501–479 v. Chr.        |
| * = Der Herzog war nicht Sohn, sondern Bruder seines Vorgängers |                   |                        |